# Roberto Andorno

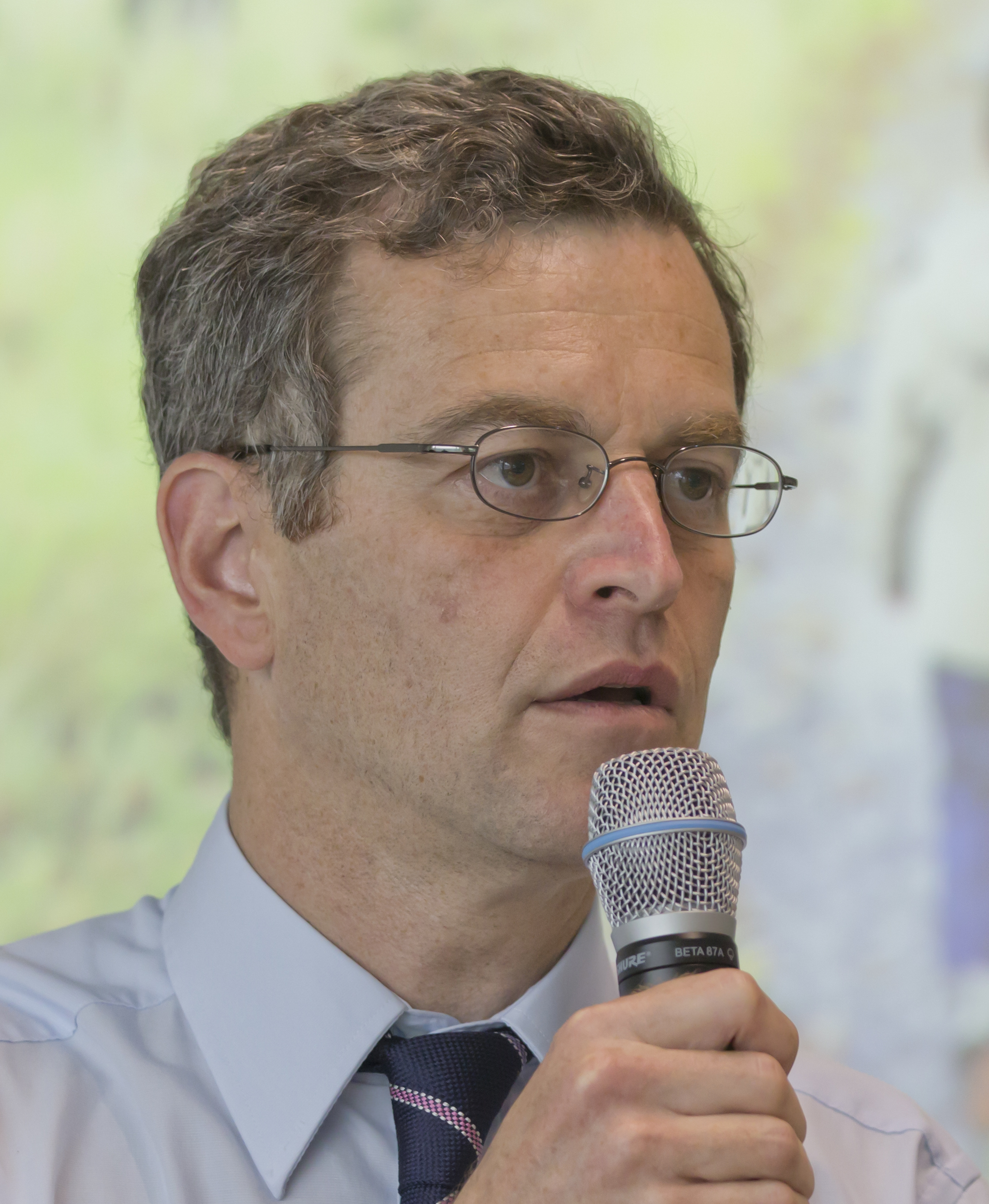
R Andorno

Roberto Andorno (Santa Fe, Argentina, 1961) es un jurista que ha trabajado en temas de bioética. 
Es doctor en Derecho por las Universidades de Buenos Aires (1991) y París XII (1994). Entre 1999 y 2005 condujo varios proyectos de investigación sobre temas de bioética y derechos humanos en la Universidad Laval (Quebec) y en las Universidades de Gotinga y Tubinga (Alemania). Ha sido miembro del Comité Internacional de Bioética de la UNESCO en representación de la Argentina (1998-2005). En tal carácter, participó en la redacción de la Declaración Internacional de Datos Genéticos Humanos (2003) y de la Declaración Universal de Bioética y Derechos Humanos (2005). También ha actuado como experto para el Consejo de Europa y elaborado un Informe sobre directivas anticipadas en el derecho comparado europeo. Es actualmente profesor asociado e investigador en derecho médico y bioética en la Universidad de Zúrich (Suiza). Ha sido presidente de la European Society for Philosophy of Medicine and Healthcare (ESPMH).